# The Garden of Love
The Garden of Love is een gedicht van de Engelse dichter, prozaschrijver en beeldend kunstenaar William Blake. Het gedicht behoort tot het onderdeel Songs of Experience dat samen met de in 1789 verschenen bundel Songs of Innocence in 1794 werd gepubliceerd onder de titel  Songs of Innocence and of Experience Showing the Two Contrary States of the Human Soul.
Het gedicht bestaat uit drie coupletten. In de eerste twee wordt gebruikgemaakt van het rijmschema ababcdcd, in het derde is geen sprake van eindrijm. Er is ook een langere versie in omloop bestaande uit vijf coupletten.
Het lied is door diverse artiesten op muziek gezet en gezongen.
Blake was weliswaar een christen, maar daarmee niet een aanhanger van de geïnstitutionaliseerde Kerk. In vele van zijn werken getuigt hij van het feit dat de Kerk (en ook de Staat) een instituut is dat mensen meer in de weg staat in de relatie met God dan hen op weg helpt. Kerk en staat, evenals het met de industriële revolutie gepaard gaande ongebreidelde kapitalisme en monopolisme worden vaak gezien als onderdrukkende elementen, een en ander onder meer gezien tegen de destijds in Frankrijk ontluikende revolutie tegen het establishment.
Blakes gedicht behandelt een voor zijn tijd in de literatuur delicate zaak, die van de seksualiteit, die door de Kerk met terughoudendheid of zelfs met repressie werd omgeven. De dichter bezoekt de tuin (van de liefde en van zijn jeugd) en ziet daar iets wat hij niet eerder had opgemerkt: de tuin is grotendeels ingenomen door een kerkgebouw. “Where I used to play on the green” kan gezien worden als een verwijzing naar een tegenhanger van dit gedicht in Songs of Innocence: The Echoing Green. Boven de ingang van de kapel staat de intimiderende tekst “Gij zult niet”, als getuigenis van repressie van de natuurlijke menselijke verlangens. De bloemen die men verwacht in de tuin der liefde zijn vervangen door graven en door in het zwart geklede priesters.

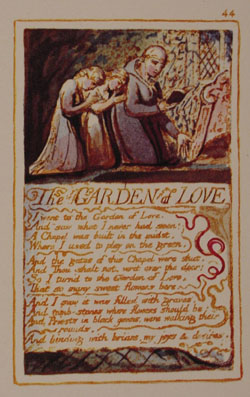
Blakes geïllustreerde weergave van het gedicht

## Tekst
I went to the Garden of Love,
And saw what I never had seen;
A Chapel was built in the midst,
Where I used to play on the green.

And the gates of this Chapel were shut,
And ‘Thou shalt not’ writ over the door;
So I turned to the Garden of Love
That so many sweet flowers bore.

And I saw it was filled with graves,
And tombstones where flowers should be;
And Priests in black gowns were walking their rounds,
And binding with briars my joys & desires.